# Ulvsjön, Dalarna
Ulvsjön är en sjö i Mora kommun i Dalarna och ingår i Ljusnans huvudavrinningsområde. Sjön har en area på 0,441 kvadratkilometer och ligger 583,3 meter över havet. Sjön avvattnas av vattendraget Olingan. Vid provfiske har abborre, gädda, lake och mört fångats i sjön.

## Delavrinningsområde
Ulvsjön ingår i det delavrinningsområde (683370-141225) som SMHI kallar för Utloppet av Ulvsjön. Medelhöjden är 623 meter över havet och ytan är 7,24 kvadratkilometer. Räknas de 2 avrinningsområdena uppströms in blir den ackumulerade arean 85,47 kvadratkilometer. Olingan som avvattnar avrinningsområdet har biflödesordning 4, vilket innebär att vattnet flödar genom totalt 4 vattendrag innan det når havet efter 315 kilometer. Avrinningsområdet består mestadels av skog (59 procent) och sankmarker (35 procent). Avrinningsområdet har 0,44 kvadratkilometer vattenytor vilket ger det en sjöprocent på 6,1 procent.